# Dranse d'Abondance
Pour les articles homonymes, voir Abondance.
La Dranse d'Abondance est une petite rivière impétueuse de Haute-Savoie, un sous-affluent du Rhône par la Dranse.

## Géographie
Pour le SANDRE, la Dranse d'Abondance n'est que la partie haute de la Dranse.
Elle prend sa source au-dessus du hameau de Plaine Dranse (commune de Châtel) près de la pointe de Chésery et de la frontière franco-suisse, dans le Chablais.
Elle irrigue le Val d'Abondance.
À Bioge (commune de Reyvroz), elle rejoint la Dranse à la confluence avec la Dranse de Morzine ; à partir de là, elles forment ensemble la Dranse qui se jette dans le lac Léman en formant le delta de la Dranse entre Thonon-les-Bains et Publier - Amphion-les-Bains.

### Communes traversées
- Châtel, La Chapelle-d'Abondance, Abondance, Bonnevaux, Vacheresse, Chevenoz.

## Population piscicole
Comme la Dranse en aval, la Dranse d'Abondance abrite une population autochtone d'origine
méditerranéenne de truites farios ainsi que des chabots. La pêche y est réglementée par l'AAPPMACG (Association Agréée pour la Pêche et la Protection du Milieu Aquatique du Chablais-Genevois).